# メトロ (tacicaの曲)
「メトロ」は、tacicaの3枚目のシングル。2009年4月8日にSME Recordsから発売された。

## 解説
前作「人鳥哀歌e.p.」から約3ヶ月ぶりのシングル。
作詞作曲は猪狩翔一、編曲はtacica, 石川 大。ストリングスアレンジは斉藤ネコ。
アルバム『jacaranda』の先行シングルで、表題曲1曲のみを収録したワンコインシングルとして発売された。アルバム発売日である5月13日までの期間限定生産となる。
ジャケットデザインは、東京メトロのマークを模した白い円が描かれているものになっている。通常盤は背景色がオレンジ色（銀座線がモチーフ）となっているが、初回プレス盤は東京メトロ全9路線に擬え、オレンジ色の他にレッド（丸ノ内線）、シルバー（日比谷線）、スカイ（東西線）、グリーン（千代田線）、ゴールド（有楽町線）、パープル（半蔵門線）、エメラルド（南北線）、ブラウン（副都心線）の全9色の背景色のものが制作された。
購入特典として、タワーレコードおよびHMVではオリジナルイラストステッカーが先着で配布された。

## 収録曲
1. メトロ [4:46]